# Psittacosis
Psittacosis, ornithosis eller papegøjesyge er en infektionssygdom, som forekommer hos mange fuglearter. Den er forårsaget af bakterien Chlamydophila psittaci. Infektionen varierer fra ubetydelig sygdom til svær pneumoni og sepsis. 
Mennesker kan blive smittet med sygdommen ved kontakt med fugle. Bakterien overføres oftest til mennesker ved indånding af indtørrede ekskrementer fra fuglene. Har man direkte kontakte med en syg fugls næb, er der også en risiko for at blive smittet, da et af symptomerne er rigeligt sekret fra næsen.
Syge mennesker kan ikke smitte.
Psittacosis fås fra papegøjefugle (papegøjer, parakitter etc.).
Ornithosis fås fra duer, kyllinger, ænder, gæs, kalkuner, måger m.fl.
Sygdommen kan ligne influenza, atypisk pneumoni eller febris typhoidea. Ubehandlet kan mortaliteten være op til 20% specielt hos ældre.